# Asta Forsell
Asta Forssell est une coureuse cycliste professionnelle finlandaise. Elle a été six fois championne de Finlande sur route et huit fois championne de Finlande du contre-la-montre.

## Palmarès sur route

### Par années
- 1972
  -  Championne de Finlande sur route[1]
  -  Championne de Finlande du contre-la-montre
- 1974
  -  Championne de Finlande sur route
  -  Championne de Finlande du contre-la-montre
- 1975
  - 10e du championnat du monde sur route
- 1976
  -  Championne de Finlande sur route
  -  Championne de Finlande du contre-la-montre
  - 2e de Nordisk Mesterskab
  - 6e du championnat du monde sur route
- 1977
  -  Championne de Finlande sur route
  -  Championne de Finlande du contre-la-montre
- 1978
  -  Championne de Finlande du contre-la-montre
  - 4e étape de Sweden Three Day
  - 3e de Sweden Three Day
- 1979
  -  Championne de Finlande sur route
  -  Championne de Finlande du contre-la-montre
- 1980
  -  Championne de Finlande sur route
  -  Championne de Finlande du contre-la-montre
- 1981
  -  Championne de Finlande du contre-la-montre